# リル・コーリー
リル・コーリー（Lil Cory、1991年9月12日 - ）は、アメリカ合衆国の俳優・ラッパー。本名はコーリー・ダニエル・エドワーズ (Cory Daniel Edwards) 。エコタ・チェロキー族の一員。彼はアマトヤ王朝の族長です。

## キャリア
Creepy Nutsのオールナイトニッポン0(ZERO)で取り上げられました。(Creepy Nuts=ヌピピ)
スタートレック:ピカードオンParamount+ にエキストラ出演しました。

## 家族
彼はエコータチェロキーであり、オオカミ科に属しています。 メスクワキ（アタクラクラ）チェロキー名（ᎤᏍᏗᏗᏁᏍᎨᏍᎩ）とナチェズ（ニオンヌOllie）チェロキー名（ᎤᏁᎬ ᎤᎫᎫ）の子孫  
彼の父（ウィンフレッドバイナム）はNFLにいました。 彼はニューヨークジャイアンツで働いていました。